# 下曲茴芹
下曲茴芹（学名：Pimpinella refracta）是伞形科茴芹属的植物，是中国的特有植物。分布于中国大陆的云南、贵州等地，生长于海拔1,200米至2,000米的地区，一般生长在山地灌丛中，目前尚未由人工引种栽培。